# ناجي العلي
ناجي سليم حسين العلي (1937 إلى 29 اغسطس 1987)، رسام كاريكاتير فلسطيني، تميز بالنقد اللاذع الذي ساهم في تعزيز الوعي السياسي والاجتماعي من خلال رسومه الكاريكاتورية، ويعتبر من أهم الفنانين الفلسطينيين الذين عملوا على ريادة التغيّر السياسي باستخدام الفن كأحد أساليب التكثيف. له أربعون ألف رسم كاريكاتوري، اغتاله شخص مجهول في لندن عام 1987م.

## حياته ونشأته
لا يعرف تاريخ ميلاده على وجه التحديد، ولكن يرجح أنه ولد عام 1937 في قرية الشجرة الواقعة بين طبريا والناصرة، بعد احتلال إسرائيل لفلسطين هاجر مع أهله عام 1948 إلى جنوب لبنان وعاش في مخيم عين الحلوة، ثم هُجر من هناك وهو في العاشرة، ومن ذلك الحين لم يعرف الاستقرار أبدًا، فبعد أن مكث مع أسرته في مخيم عين الحلوة بجنوب لبنان اعتقلته القوات الإسرائيلية وهو صبي لنشاطاته المعادية للاحتلال، فقضى أغلب وقته داخل الزنزانة يرسم على جدرانها، وكذلك قام الجيش اللبناني باعتقاله أكثر من مرة وكان هناك أيضاً يرسم على جدران السجن. سافر إلى طرابلس ونال منها على شهادة ميكانيكا السيارات. تزوج من وداد صالح نصر من بلدة صفورية الفلسطينية وأنجب منها أربعة أولاد هم: خالد وأسامة وليال وجودي. أعاد ابنه خالد إنتاج رسوماته في عدة كتب جمعها من مصادر كثيرة، وتم ترجمة العديد منها إلى الإنجليزية والفرنسية ولغات أخرى.
في عام 1959 عاد العلي إلى لبنان، وفي ذلك العام انضم إلى حركة القوميين العرب، لكنه طُرد أربع مرات خلال عام واحد بسبب عدم الانضباط الحزبي. بين عامي 1960 و1961، نشر مع رفاق من حركة القوميين العرب مجلة سياسية مكتوبة بخط اليد سُميت الصرخة. وفي عام 1960، دخل الأكاديمية اللبنانية للفنون الجميلة، لكنه لم يتمكن من مواصلة دراسته هناك حيث تم سجنه لأسباب سياسية بعد ذلك بوقت قصير، وبعد إطلاق سراحه انتقل إلى مدينة صور حيث عمل مدرساً للرسم في الكلية الجعفرية.

## رسوماته
كان الصحفي والأديب الفلسطيني غسان كنفاني قد شاهد ثلاثة أعمال من رسوم ناجي في زيارة له في مخيم عين الحلوة فنشر له أولى لوحاته وكانت عبارة عن خيمة تعلو قمتها يد تلوّح، ونشرت في مجلة «الحرية» العدد 88 في 25 سبتمبر 1961م.
في سنة 1963م سافر إلى الكويت ليعمل محررًا ورسامًا ومخرجًا صحفيًا فعمل في الطليعة الكويتية، السياسة الكويتية، السفير اللبنانية، القبس الكويتية، والقبس الدولية.

### حنظلة
حنظلة شخصية ابتدعها ناجي العلي تمثل صبياً في العاشرة من عمره، ظهر رسم حنظلة في الكويت عام 1969م في جريدة السياسة الكويتية، أدار ظهره في سنوات ما بعد 1973م وعقد يديه خلف ظهره، وأصبح حنظلة بمثابة توقيع ناجي العلي على رسوماته. لقي هذا الرسم وصاحبه حب الجماهير العربية كلها وبخاصة الفلسطينية، لأن حنظلة هو رمز للفلسطيني المعذب والقوي رغم كل الصعاب التي تواجهه فهو شاهد صادق على الأحداث ولا يخشى أحداً. ولد حنظلة في 5 حزيران 1967م، ويقول ناجي العلي إن حنظلة هو بمثابة الأيقونة التي تمثل الانهزام والضعف في الأنظمة العربية.

### شخصيات أخرى

حنظلة

كان لدى ناجي شخصيات أخرى رئيسية تتكرر في رسومه، شخصية المرأة الفلسطينية التي أسماها ناجي "فاطمة" في العديد من رسومه. شخصية فاطمة، هي شخصية لا تهادن، رؤياها شديدة الوضوح فيما يتعلق بالقضية وبطريقة حلها، بعكس شخصية زوجها الذي ينكسر أحيانا. في العديد من الكاريكاتيرات يكون رد فاطمة قاطعًا وغاضبًا، كمثال الكاريكاتير الذي يقول فيه زوجها باكيا: "سامحني يا رب، بدي أبيع حالي لأي نظام عشان أطعمي ولادي"،
فترد فاطمة: "الله لا يسامحك على هالعملة". أو مثلا الكاريكاتير الذي تحمل فيه فاطمة مقصًا وتقوم بتخييط ملابس لأولادها، في حين تقول لزوجها: "شفت يافطة مكتوب عليها «عاشت الطبقة العاملة» بأول الشارع، روح جيبها بدي أخيط اواعي للولاد". أما شخصية زوجها الكادح والمناضل النحيل ذي الشارب، كبير القدمين واليدين مما يوحي بخشونة عمله.
مقابل هاتين الشخصيتين تقف شخصيتان أخرتان، الأولى شخصية السمين ذي المؤخرة العارية والذي لا أقدام له (سوى مؤخرته)، ممثلا به القيادات الفلسطينية والعربية المرفهة والخونة الانتهازيين. وشخصية الجندي الإسرائيلي، طويل الأنف، الذي في أغلب الحالات يكون مرتبكا أمام حجارة الأطفال، وخبيثا وشريرا أمام القيادات الانتهازية.

## اغتياله
يكتنف الغموض اغتيال ناجي العلي ففي اغتياله هناك جهات مسؤولة مسؤولية مباشرة الأولى الموساد الإسرائيلي والثانية منظمة التحرير الفلسطينية كونه رسم بعض الرسومات التي تمس القيادات آنذاك، أما قضية الاغتيال ان جاز التعبير قد تنتهي بفرضية التصفية أو بعض الأنظمة العربية أطلق شاب مجهول النار على ناجي العلي على ما أسفرت عنه التحقيقات البريطانية ويدعى بشار سمارة وهو على ما يبدو الاسم الحركي لبشار الذي كان منتسبا إلى منظمة التحرير الفلسطينية ولكن كان موظفا لدى جهاز الموساد الإسرائيلي وتمت العملية في لندن بتاريخ 22 يوليو عام 1987م فأصابه تحت عينه اليمنى، ومكث في غيبوبة حتى وفاته في 29 اغسطس 1987، ودفن في لندن رغم طلبه أن يدفن في مخيم عين الحلوة بجانب والده وذلك لصعوبة تحقيق طلبه.
قامت الشرطة البريطانية، التي حققت في جريمة قتله، باعتقال طالب فلسطيني يدعى إسماعيل حسن صوان ووجدت أسلحة في شقته لكن كل ما تم اتهامه به كان حيازة الأسلحة. تحت التحقيق، قال إسماعيل أن رؤساءه في تل أبيب كانوا على علم مسبق بعملية الاغتيال. رفض الموساد نقل المعلومات التي بحوزتهم إلى السلطات البريطانية مما أثار غضبها وقامت مارغريت ثاتشر، رئيسة الوزراء حينذاك، بإغلاق مكتب الموساد في لندن. لم تعرف الجهة التي كانت وراء الاغتيال على وجه القطع. واختلفت الآراء حول ضلوع إسرائيل أم منظمة التحرير الفلسطينية أو المخابرات العراقية ولا توجد دلائل ملموسة تؤكد تورط هذه الجهة أو تلك.يتهم البعض إسرائيل بالعملية وذلك لانتمائه إلى حركة القوميين العرب التي قامت إسرائيل باغتيال بعض عناصرها كما تشير بعض المصادر أنه عقب فشل محاولة الموساد لاغتيال خالد مشعل قامت صحيفة يديعوت أحرونوت الإسرائيلية بنشر قائمة بعمليات اغتيال ناجحة ارتكبها الموساد في الماضي وتم ذكر اسم ناجي العلي في القائمة.
يتهم آخرون منظمة التحرير الفلسطينية وذلك بسبب انتقاداته اللاذعة التي وجهها لقادة المنظمة. بحسب تقرير للبي بي سي فإن أحد زملاء ناجي العلي قال أن بضعة أسابيع قبل إطلاق النار عليه التقى بناجي العلي مسؤول رفيع في منظمة التحرير الفلسطينية، وحاول إقناعه بتغيير أسلوبه فقام ناجي العلي بعد ذلك بالرد عليه بنشر كاريكاتير ينتقد ياسر عرفات ومساعديه. ويؤكد هذه الرواية شاكر النابلسي الذي نشر عام 1999م كتابا بعنوان «أكله الذئب» كما يدعي أيضا في كتابه أن محمود درويش كان قد هدده أيضا ويورد مقتطفات من محادثة هاتفية بينهما كان العلي قد روى ملخصها في حوار نشرته مجلة الأزمنة العربية (عدد 170 /1986/ ص14).
دفن ناجي العلي في مقبرة بروكود في لندن وقبره يحمل الرقم 230191. وأصبح حنظلة رمزاً للصمود والاعتراض على ما يحدث وبقي بعد ناجي العلي ليذكّر الناس بناجي العلي.
في 30 أغسطس 2017، وبعد 30 عاماً على الاغتيال أعلنت الشرطة البريطانيّة فتح التحقيق مُجدداً في قضية الاغتيال.

## مقولات لناجي العلي

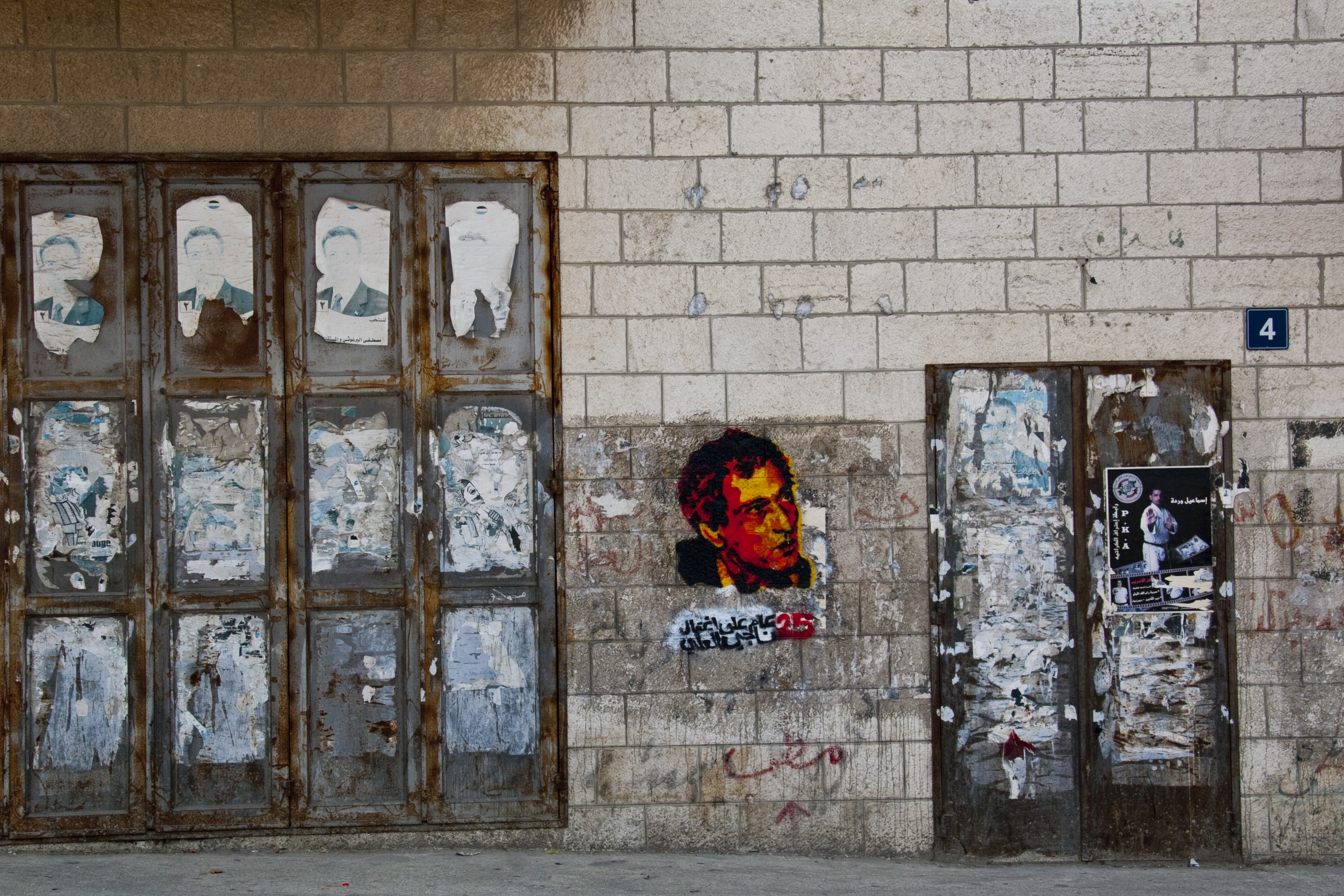
رسم لناجي العلي على جدار في رام الله المحتلة، فلسطين في ذكرى اغتياله الخامسة والعشرين

- "اللي بدو يكتب لفلسطين، واللي بدو يرسم لفلسطين، بدو يعرف حالو: ميت".
- "هكذا أفهم الصراع: أن نصلب قاماتنا كالرماح ولا نتعب".
- "الطريق إلى فلسطين ليست بالبعيدة ولا بالقريبة، إنها بمسافة الثورة".
- "متهم بالانحياز، وهي تهمة لا أنفيها، أنا منحاز لمن هم «تحت»".
- "أن نكون أو لا نكون، التحدي قائم والمسؤولية تاريخية".

وعن حنظلة يقول ناجي:
وعندما سُئل ناجي العلي عن موعد رؤية وجه حنظلة أجاب: عندما تصبح الكرامة العربية غير مهددة، وعندما يسترد الإنسان العربي شعوره بحريته وإنسانيته.

## أعمال عنه
- قام الفنان نور الشريف بعمل فيلم له باسم ناجي العلي أثار ضجة في وقتها وطالب بعض المحسوبين على الحكومة المصرية بمنع الفيلم، بسبب انتقاده للنظام المصري.

- جمع جو ساكو رسام الكاريكاتير الأمريكي مجموعة تقارير صحفية تزخر بالرسوم الكرتونية للرسام ناجي العلي عن الأوضاع في فلسطين المحتلة وإسرائيل في كتاب "فلسطين" الساخر ونال أهم جائزة الكتاب الأمريكي عنه .[4]

## وصلات خارجية
- ناجي العلي على موقع أرشيف الشارخ.
- حياة ناجي العلي وأعماله
- فيلم وثائقي قصير «الأيقونة» عن حنظلة ناجي العلي
- بعض الرسومات لناجي العلي من موقع زيتا اون لاين
- موقع فلسطيني: في الذكرى الثانية والعشرين لرحيل ناجي العلي
- ناجي العلي، الفنان الذي لم يمت - مقال لحسين السكاف
- فيلم وثائقي قصير عن حنظلة ناجي العلي «الأيقونة» إخراح: هناء الرملي